# Парадизони (Вибо Валенција)
Парадизони је насеље у Италији у округу Вибо Валенција, региону Калабрија.
Према процени из 2011. у насељу је живело 445 становника. Насеље се налази на надморској висини од 153 м.